# تيم ويزنر
تيم ويزنر (بالألمانية: Tim Wiesner)‏ هو لاعب كرة قدم ألماني، ولد في 21 نوفمبر 1996 في دورتموند في ألمانيا. لعب مع روت فايس إيسن.

## وصلات خارجية
- تيم ويزنر على موقع قاعدة بيانات كرة القدم.إي يو (الإنجليزية)
- تيم ويزنر على موقع عالم كرة القدم.نت (الإنجليزية)